# جون هاردي (سياسي)
جون هاردي (بالإنجليزية: John Hardy)‏ هو محامي وسياسي أمريكي، ولد في 19 سبتمبر 1835 في المملكة المتحدة، وتوفي في 9 ديسمبر 1913 بنيويورك في الولايات المتحدة. حزبياً، نشط في الحزب الديمقراطي. وقد انتخب عضو جمعية ولاية نيويورك وانتخب عضو مجلس النواب الأمريكي.